# Ermanno Scaramuzzi
Ermanno Scaramuzzi (né le 2 décembre 1927 à Biella dans le Piémont et mort le 2 juillet 1991 dans la même ville) est un joueur et entraîneur de football italien, qui jouait au poste de milieu de terrain.

## Biographie
Milieu défensif de métier, il est formé par le club de sa ville natale, le Biellese, avec qui il fait ses débuts en Serie C. Il évolue ensuite dans le club de Ponzone en catégorie inférieure, avant de retourner à Biella lors de la saison de 1946-47.
Avec les piémontais, il dispute trois saisons, une de Serie B et deux de Serie C, avant de partir rejoindre le grand club du Piémont, la Juventus.
À Turin, avec qui il connaît pour la première fois la Serie A (il débute le 26 mars 1950 lors d'un succès 4-2 sur l'Inter), il remporte le scudetto lors de sa première saison, mais ne s'impose pas en tant que titulaire (seulement trois matchs joués). En manque de temps de jeu, il part pour l'Atalanta (toujours en première division) et, après une nouvelle saison en bianconero (avec qui il remporte un nouveau championnat avec seulement un match joué), il est vendu à Brescia en Serie B.
Il dispute deux bonnes saisons en championnat avec Brescia puis l'Hellas Verona, pour ensuite conclure sa carrière avec Salernitana en Serie C.
Au total, il joue 16 matchs en Serie A, et inscrit un but, lors d'une défaite de l'Atalanta contre Bologne lors de la saison de Serie A 1950-1951.

## Palmarès
Juventus
- Championnat d'Italie (2) :
  - Champion : 1949-50 et 1951-52.